# Wenceslao Paunero
Wenceslao Paunero (Colonia del Sacramento, 1805 – Rio de Janeiro, 7 giugno 1871) è stato un generale e politico argentino. Si distinse nelle guerre civili che si succedettero in Argentina durante il XIX secolo e nella guerra della Triplice Alleanza.

## Biografia
Nato nella Banda Orientale (odierno Uruguay) da genitori di origine spagnola, Wenceslao Paunero abbandonò presto gli studi per dedicarsi al commercio. Nel 1825 si arruolò volontario per combattere agli ordini del generale José María Paz nella guerra argentino-brasiliana, partecipando alla vittoriosa battaglia di Ituzaingó. Poco dopo fu fatto prigioniero dalle truppe imperiali, rimanendo in tale stato fino alla firma della pace nel 1828.
Tornato in Argentina, Paunero tornò a combattere nelle file degli unitarios contro i federales di Juan Facundo Quiroga, dapprima sotto il comando del generale Paz e in seguito, dopo la cattura di quest'ultimo, servendo il generale Gregorio Aráoz de Lamadrid. Dopo la sconfitta della Ciudadela riparò in Bolivia, dove si dedicò al commercio.
In esilio fondò un giornale, "La Época", al quale collaborò il futuro presidente Bartolomé Mitre e strinse un legame affettivo con Doña Petrona Manuela Arrea y Segurola, sorellastra del presidente boliviano José Ballivián; alla deposizione di quest'ultimo si trasferì in Cile.
Venuto a conoscenza del pronunciamiento di Justo José de Urquiza si imbarcò con Mitre e Domingo Faustino Sarmiento per Montevideo e comandò la cavalleria uruguaiana nella vittoriosa battaglia di Caseros, che spodestò il dittatore argentino Juan Manuel de Rosas e il presidente uruguaiano Manuel Oribe. Reincorporato nell'esercito argentino nel 1853 con il grado di colonnello, partecipò in seguito alla repressione di numerose ribellioni scoppiate nelle province argentine e alle guerre contro gli indigeni. Nella battaglia di Cepeda ebbe il ruolo di Capo di Stato Maggiore dell'esercito di Buenos Aires, mentre nella successiva vittoriosa battaglia di Pavón il suo comportamento gli valse una promozione sul campo al rango di generale.

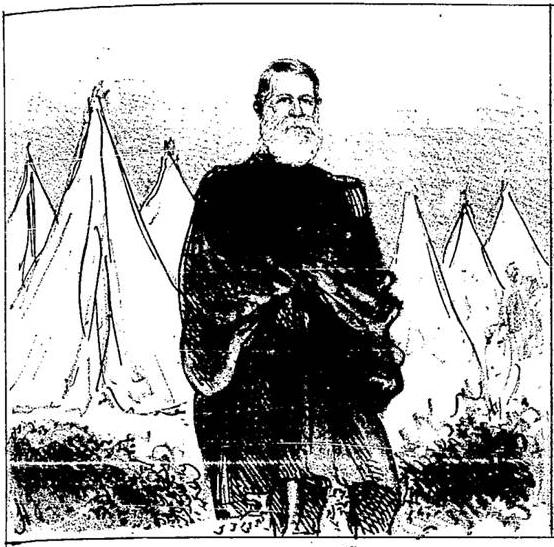
Generale Paunero

Dopo aver passato i successivi anni a pacificare le province ribelli, mostrando anche notevoli doti politiche, allo scoppio della guerra della Triplice Alleanza ebbe un ruolo di primo piano nella riconquista della città di Corrientes, nella battaglia di Yatay e nel vittorioso assedio di Uruguaiana. Spostatosi il terreno di combattimento in Paraguay, Paunero partecipò ancora alla vittoria di Tuyutí e alla clamorosa disfatta di Curupayty, nella quale comandò la colonna d'attacco Argentina che sostenne lo sforzo bellico maggiore.
A guerra ancora in corso, Wenceslao Paunero fu spostato dal Paraguay per fronteggiare con successo altre ribellioni nell'interno argentino. Rientrato a Buenos Aires fu nominato Ministro della Guerra nell'ultimo periodo di presidenza Mitre e si candidò senza successo come vicepresidente nelle elezioni del 1868. Nominato ambasciatore in Brasile, morì a Rio de Janeiro il 7 giugno 1871.
È sepolto nel Cimitero della Recoleta, a Buenos Aires; la sua tomba è stata dichiarata nel 1946 "Monumento storico nazionale".